# 대중정교회연대
대중정교회연대(그리스어: Λαϊκός Ορθόδοξος Συναγερμός는 그리스의 극우 정당이다. 약칭은 ΛΑ.Ο.Σ (LAOS)이다. 그동안 원내 정당이었으나 2012년 5월 그리스 의회 선거에서 근소한 차이로 원외정당이 되었고, 6월 선거에서도 의회진출에 실패하였다.

## 같이 보기
- 그리스의 정당 목록